# Джамби (язык)
Джамби (индон. Bahasa Melayu Jambi) — один из австронезийских языков. 
По данным Ethnologue, количество носителей данного языка составляло 1 млн чел. в 2000 году. Распространён на Суматре, в провинции Джамби.
Джамби состоит в близком родстве с яванским, малайским и индонезийским языками, а также с минангкабау и муси.
Используется в основном в домашнем общении, в деревенской местности всеми возрастами.